# اکس-ویلمور-پلی
اکس-ویلمور-پلی (به فرانسوی: Aix-Villemaur-Pâlis) یک کمون در فرانسه است که در اوب واقع شده‌است. اکس-ویلمور-پلی ۷۵٫۳۰ کیلومتر مربع مساحت دارد.